# Finské národní divadlo
Finské národní divadlo (finsky: Suomen Kansallisteatteri) je divadlo nacházející se v centru Helsinek. Bylo založené v roce 1872 a je nejstarším finskojazyčným profesionálním divadlem ve Finsku. Přestože je institucí národního významu, nikdy se nedostalo do vlastnictví státu, jeho zřizovatelem je soukromá nadace. Bylo založené jako Finské divadlo (Suomalainen teatteri), roku 1902 bylo přejmenováno na Finské národní divadlo. Prvních třicet let své existence fungovalo především jako zájezdová společnost. První představení odehrálo 13. října 1872 ve městě Pori na západním pobřeží v hotelu Otava. Trvalý domov získalo až v roce 1902, kdy byla v srdci Helsinek, v sousedství hlavního nádraží, postavena nová budova. Byla navržena architektem Onni Törnqvist-Tarjannem ve slohu historismu a romantismu. Hlediště pojalo 885 diváků. Divadlo v těchto prostorách působí dodnes, byť v průběhu let se rozšířilo o další tři scény: Malou scénu (Pieni näyttämö) postavenou v roce 1954 (architekti Heikki Siren a Kaija Siren), Willensaunu postavenou v roce 1976 a Studio Omapohja postavené v roce 1987. Divadlo též v roce 2010 založilo Putovní scénu, která vyráží do míst po celé zemi, která mají malý nebo žádný přístup k divadlu, hraje též ve školách, denních stacionářích, domovech pro seniory, nemocnicích, střediscích sociální péče, věznicích apod. V lednu 2011 byla v malou scénu proměněna i bývalá restaurace divadla, pod názvem Lavaklubi. Hostí různé druhy hudebních, dramatických a básnických představení, stejně jako diskusní večery a umělecké večírky. Divadlo je často spojováno s finským spisovatelem Aleksisem Kivim, protože před ním stojí Kiviho pomník. Byl vztyčen v roce 1939, jeho autorem je Wäinö Aaltonen.